# Rade Bogdanović
Rade Bogdanović (Sarajevo, Yugoslavia —actual Bosnia-Herzegovina—, 21 de mayo de 1970) es un exfutbolista serbio que se desempeñaba como delantero-centro; se retiró en 2004 jugando para el Al-Wahda.

## Clubes
| Club                    | País                   | Años        |
| ----------------------- | ---------------------- | ----------- |
| FK Željezničar Sarajevo | Yugoslavia             | 1987 - 1992 |
| Pohang Steelers         | Corea del Sur          | 1992 - 1996 |
| JEF United              | Japón                  | 1997        |
| Atlético de Madrid      | España                 | 1997 - 1998 |
| NAC Breda               | Países Bajos           | 1998        |
| Werder Bremen           | Alemania               | 1998 - 2002 |
| Arminia Bielefeld       | Alemania               | 2002 - 2003 |
| Al-Wahda                | Emiratos Árabes Unidos | 2003 - 2004 |

- Datos: Q493072